# 荒川優 (陸上選手)
荒川 優（あらかわ ゆう、1989年4月17日 - ）は日本の男子陸上競技選手、コーチ、実業家。株式会社スポーツクラウド代表取締役社長、スプリントコーチ。学位は修士（経営学）（一橋大学・2015年）。

## 人物
福井県坂井市（旧丸岡町）出身。2008年福井県立藤島高等学校卒業。2012年筑波大学体育専門学群卒業。ベンチャー企業を経て、2013年4月からは一橋大学大学院商学研究科経営学修士コース（HMBA)に進学し、2015年修了。スポーツ選手ながらMBAを取得。大学院在学中一橋大学陸上競技部コーチも務めた。
専門は短距離走。高校時代は走幅跳選手だったが、筑波大学時代に100mに転向。最高成績はニュージーランドオタゴオープン2位）。
勉学においては中学時代に数学の全国統一検定で1位を獲得している。
2014年に「ランニングコネクション」を起業し、代表として子供たちや選手の指導も行っている。2015年より、「株式会社スポーツクラウド」の代表取締役社長に就任し経営を行う。これまでの生徒数は60000人を越える。ラグビー日本代表、プロ野球選手、Jリーグ選手などの指導も行う。
走りの専門家として、テレビやラジオなどのメディアにも出演している。2017年からは全国の小学校を回る『スクールキャラバン』事業の走指導代表コーチにも任命。その他にもイベントや講演会など全国で活動している。主なDVDに「速く走るための6つの法則」ほか。

## 著作

### DVD
- 「荒川優 速く走るための6つの法則 VOL.1 腕振り フットワーク スタートI」特定非営利活動法人スポーツ指導者支援協会 2016年
- 「荒川優 速く走るための6つの法則 VOL.2 スタートII バランス ストライド 回転」特定非営利活動法人スポーツ指導者支援協会 2016年

## 主な出演番組
- NHK「テレビスポーツ教室」